# Tour d'Italie 2004
Le Tour d'Italie 2004 est parti de Gênes, en Ligurie, où s'est disputé le prologue de 6,9 km contre-la-montre. Il s'est déroulé du 8 au 30 mai sur une distance de 3 435 km. C'était la 87e édition du Giro depuis le début de l'épreuve en 1909. Il a été remporté par la révélation cycliste de l'année 2004, l'Italien Damiano Cunego.
Trois étapes de haute de montagne et quatre de moyenne montagne étaient au programme. Ce Tour d'Italie restera marqué par les 9 nouvelles victoires d'étape de l'Italien Alessandro Petacchi et par la rivalité marquée entre les deux leaders de l'équipe Saeco : le jeune Damiano Cunego et l'ancien Gilberto Simoni.

## Équipes
Un total de 19 équipes participent à cette édition du Tour d'Italie. 13 de ces équipes sont issues de la première division mondiale, les Groupes Sportifs 1, les six dernières des Groupes Sportifs II. On retrouve douze équipes Italiennes, trois équipes belges et une française, une allemande, une espagnole et une suisse.
| Groupes sportifs I (13)- Saeco - Alessio-Bianchi - Chocolade Jacques-Wincor Nixdorf - De Nardi - Fassa Bortolo - Fdjeux.com - Gerolsteiner - Lampre - Landbouwkrediet-Colnago - Lotto-Domo - Phonak Hearing Systems - Saunier Duval-Prodir - Vini Caldirola-Nobili Rubinetterie Groupes sportifs II (6)- Acqua & Sapone - Panaria-Margres - Colombia-Selle Italia - Domina Vacanze - Formaggi Pinzolo Fiavè - Tenax |
| |

## Déroulement de la course
Le prologue de Gênes est remporté par l'Australien Bradley McGee, vainqueur l'année précédente du contre-la-montre inaugural du Tour de France. Il devance l'Allemand Olaf Pollack. Celui-ci termine deuxième de l'étape suivante à Alba, remportée au sprint par l'Italien Alessandro Petacchi. Avec les bonifications, le coureur allemand revêt le maillot rose de leader. Il le perd, dès le lendemain, après un coup de force de l'équipe Saeco qui écarte les sprinteurs à Pontremoli. Le jeune Damiano Cunego, 22 ans, récent vainqueur du Tour du Trentin, du Tour des Apennins et du Grand Prix de Larciano, profite du travail de ses équipiers pour devancer McGee qui reprend les commandes au classement général. Le tenant du titre, Gilberto Simoni, remporte l'étape suivante, à l'arrivée au sommet au Corno alle Scale, et prend le maillot rose. Il devance son équipier Cunego qui avait initialement attaqué.
Trois étapes s'achèvent au sprint avec deux succès de Petacchi à Civitella in Val di Chiana et Valmontone et un de l'Australien Robbie McEwen à Spoleto. À l'arrivée au sommet au Montevergine, les coureurs de Saeco portent un maillot spécial, où il est écrit Legalize my Cannondale, aux couleurs blanc et noir de bagnard pour protester contre la décision de l'UCI d'interdire leur vélo Cannondale dont le poids est inférieur aux 6,8 kg autorisés.  Cunego s'impose dans un sprint en petit comité devant McGee qui s'écroule d'épuisement une fois la ligne franchie. Le Petit Prince, comme le surnomme la presse italienne, prend le maillot rose à son leader Simoni grâce aux bonifications. Viennent trois arrivées au sprint, sans Mario Cipollini qui a abandonné, où Petacchi s'impose deux fois à Policoro et Ascoli Piceno mais est battu par l’Américain Fred Rodriguez à Carovigno. L'étape la plus longue, 228 km, de ce Tour d'Italie avec l'arrivée à Césène, est remportée par Emanuele Sella, 23 ans, mais elle ne change pas les positions au classement général. Le lendemain, Petacchi s'impose de nouveau, cette fois à Trévise.
Le contre-la-montre, à Trieste, marque la supériorité des coureurs ukrainiens. Le vétéran Serhiy Honchar s'impose devant McGee et son jeune compatriote Yaroslav Popovych qui a fléchi en fin de course. L'Ukrainien de la Landbouwkrediet-Colnago, troisième de l'édition précédente, revêt tout de même le maillot rose. Les autres favoris, Cunego, Simoni et Garzelli perdent du temps et rétrogradent au classement général. Les deux étapes suivantes, à Pola et San Vendemiano, sont remportées au sprint par Petacchi, qui, avec huit succès dans un même Tour d'Italie, fait mieux que Roger de Vlaeminck en 1975, Freddy Maertens en 1977 et Giuseppe Saronni en 1980 qui en avaient remportés sept.
Le tournant de la course intervient lors de la 16e étape à Falzes. Avec l'aide de son équipe, Cunego s'impose devant les membres de l'échappée matinale. Il reprend le maillot rose à Popovych qui montre des signes de fatigue. Le lendemain, à Sarnonico, le vétéran russe Pavel Tonkov, vainqueur de l'édition 1996, gagne l'étape. Il franchit la ligne en faisant un bras d'honneur, en réponse à ceux qui ne croyaient plus en lui. Alessandro Bertolini est deuxième. McGee règle les favoris en prenant la troisième place devant Cunego, ce qui prive le maillot rose des bonifications. Le lendemain, lors de l'ultime arrivée au sommet, l'Italien Stefano Garzelli, vainqueur du Tour d'Italie 2000, transparent depuis le début de la course, tente le tout pour le tout au Gavia. Il est rattrapé et Simoni attaque lors de la dernière ascension au Bormio. Il ne fait pas la différence et est repris non loin de l'arrivée. Cunego sprinte et remporte sa quatrième victoire d'étape. Simoni est furieux et lâche des propos peu amènes envers son équipier une fois la ligne franchie. Lors de la dernière étape de montagne, le lendemain, Garzelli et Simoni s'échappent de nouveau. Garzelli sauve son Giro en remportant l'étape à Presolana devant Simoni. Celui-ci termine à la troisième place au classement général, juste trois secondes derrière Honchar qui s'est accroché. Cunego a contrôlé l'étape.
Le lendemain, lors de l'arrivée finale à Milan, Petacchi remporte sa neuvième étape. Il est le deuxième coureur remportant le plus d'étapes lors d'un même Tour d'Italie, juste derrière Alfredo Binda qui en avait gagnées douze en 1927. Le sprinteur de la Fassa Bortolo remporte le classement par points. Le jeune Allemand Fabian Wegmann, souvent échappé, remporte le classement de la montagne. La Saeco remporte le classement par équipe.
Cunego, à 22 ans, remporte son seul grand tour. Il finira la saison 2004 en trombe en remportant le Tour de Lombardie et terminera l'année en tant que numéro 1 mondial au classement UCI, le dernier avant l'instauration de l'UCI Pro Tour en 2005. Le Petit Prince ne confirmera pas par la suite sa victoire lors des grandes courses par étapes. Il ne remportera plus d'étapes sur le Giro. Il gagnera néanmoins deux étapes du Tour d'Espagne 2009, deux autres Tours de Lombardie en   2007 et 2008 et l'Amstel Gold Race en 2008 également.

## Étapes
| Étape     | Date   | Villes étapes                               | type                        | Distance (km) | Vainqueur d'étape   | Leader du classement général |
| --------- | ------ | ------------------------------------------- | --------------------------- | ------------- | ------------------- | ---------------------------- |
| Prologue  | 8 mai  | Gênes – Gênes                               | prologue                    | 6,9           | Bradley McGee       | Bradley McGee                |
| 1re étape | 9 mai  | Gênes – Alba                                | étape de plaine             | 143           | Alessandro Petacchi | Olaf Pollack                 |
| 2e étape  | 10 mai | Novi Ligure – Pontremoli                    | étape de moyenne montagne   | 184           | Damiano Cunego      | Bradley McGee                |
| 3e étape  | 11 mai | Pontremoli – Corno alle Scale               | étape de montagne           | 191           | Gilberto Simoni     | Gilberto Simoni              |
| 4e étape  | 12 mai | Porretta Terme – Civitella in Val di Chiana | étape vallonnée             | 184           | Alessandro Petacchi | Gilberto Simoni              |
| 5e étape  | 13 mai | Civitella in Val di Chiana – Spolète        | étape de plaine             | 177           | Robbie McEwen       | Gilberto Simoni              |
| 6e étape  | 14 mai | Spolète – Valmontone                        | étape vallonnée             | 164           | Alessandro Petacchi | Gilberto Simoni              |
| 7e étape  | 15 mai | Frosinone – Montevergine                    | étape de montagne           | 214           | Damiano Cunego      | Damiano Cunego               |
| 8e étape  | 16 mai | Giffoni Valle Piana – Policoro              | étape vallonnée             | 214           | Alessandro Petacchi | Damiano Cunego               |
| 9e étape  | 17 mai | Policoro – Carovigno                        | étape vallonnée             | 142           | Fred Rodriguez      | Damiano Cunego               |
| 10e étape | 18 mai | Porto Sant'Elpidio – Ascoli Piceno          | étape vallonnée             | 146           | Alessandro Petacchi | Damiano Cunego               |
| 11e étape | 19 mai | Porto Sant'Elpidio – Cesena                 | étape de montagne           | 228           | Emanuele Sella      | Damiano Cunego               |
|           | 20 mai | Jour de repos                               | Jour de repos               |               |                     |                              |
| 12e étape | 21 mai | Cesena – Trieste                            | étape de plaine             | 178           | Alessandro Petacchi | Damiano Cunego               |
| 13e étape | 22 mai | Trieste – Trieste                           | contre-la-montre individuel | 52            | Serhiy Honchar      | Yaroslav Popovych            |
| 14e étape | 23 mai | Trieste – Pula                              | étape vallonnée             | 175           | Alessandro Petacchi | Yaroslav Popovych            |
| 15e étape | 24 mai | Poreč – San Vendemiano                      | étape de plaine             | 234           | Alessandro Petacchi | Yaroslav Popovych            |
| 16e étape | 25 mai | San Vendemiano – Falzes                     | étape de montagne           | 217           | Damiano Cunego      | Damiano Cunego               |
|           | 26 mai | Jour de repos                               | Jour de repos               |               |                     |                              |
| 17e étape | 27 mai | Brunico – Fondo                             | étape de moyenne montagne   | 153           | Pavel Tonkov        | Damiano Cunego               |
| 18e étape | 28 mai | Cles – Bormio                               | étape de montagne           | 118           | Damiano Cunego      | Damiano Cunego               |
| 19e étape | 29 mai | Bormio – Pizzo della Presolana              | étape de montagne           | 122           | Stefano Garzelli    | Damiano Cunego               |
| 20e étape | 30 mai | Clusone – Milan                             | étape de plaine             | 149           | Alessandro Petacchi | Damiano Cunego               |

## Classements finals

### Classement général final
| \| Classement général \| Classement général \| Classement général \| Classement général \| Classement général \| \| Coureur \| Coureur \| Pays \| Équipe \| Temps \| \| ------------------ \| ------------------- \| ------------------ \| ---------------------------------- \| ------------------ \| \| 1er \| Damiano Cunego \| Italie \| Saeco \| 88 h 40 min 43 s \| \| 2e \| Serhiy Honchar \| Ukraine \| De Nardi-Piemme Telekom \| + 2 min 02 s \| \| 3e \| Gilberto Simoni \| Italie \| Saeco \| + 2 min 05 s \| \| 4e \| Dario Cioni \| Italie \| Fassa Bortolo \| + 4 min 36 s \| \| 5e \| Yaroslav Popovych \| Ukraine \| Landbouwkrediet-Colnago \| + 5 min 05 s \| \| 6e \| Stefano Garzelli \| Italie \| Vini Caldirola-Nobili Rubinetterie \| + 5 min 31 s \| \| 7e \| Wladimir Belli \| Italie \| Lampre \| + 6 min 12 s \| \| 8e \| Bradley McGee \| Australie \| Fdjeux.com \| + 6 min 15 s \| \| 9e \| Tadej Valjavec \| Slovénie \| Phonak Hearing Systems \| + 6 min 34 s \| \| 10e \| Juan Manuel Gárate \| Espagne \| Lampre \| + 7 min 47 s \| \| 11e \| Franco Pellizotti \| Italie \| Alessio-Bianchi \| + 9 min 45 s \| \| 12e \| Emanuele Sella \| Italie \| Ceramica Panaria-Margres \| + 10 min 26 s \| \| 13e \| Pavel Tonkov \| Russie \| Vini Caldirola-Nobili Rubinetterie \| + 10 min 43 s \| \| 14e \| Christophe Brandt \| Belgique \| Lotto-Domo \| + 10 min 50 s \| \| 15e \| Luis Felipe Laverde \| Colombie \| Formaggi Pinzolo Fiavè \| + 13 min 43 s \| \| 16e \| Rubén Lobato \| Espagne \| Saunier Duval-Prodir \| + 21 min 11 s \| \| 17e \| Andrea Noè \| Italie \| Alessio-Bianchi \| + 22 min 33 s \| \| 18e \| David Cañada \| Espagne \| Saunier Duval-Prodir \| + 22 min 52 s \| \| 19e \| Steve Zampieri \| Suisse \| Vini Caldirola-Nobili Rubinetterie \| + 25 min 53 s \| \| 20e \| Giuseppe Di Grande \| Italie \| Formaggi Pinzolo Fiavè \| + 26 min 05 s \| \| 21e \| Eddy Mazzoleni \| Italie \| Saeco \| + 27 min 44 s \| \| 22e \| Patxi Vila \| Espagne \| Lampre \| + 30 min 50 s \| \| 23e \| Ruggero Marzoli \| Italie \| Acqua & Sapone - Caffè Mokambo \| + 31 min 41 s \| \| 24e \| Vladimir Miholjević \| Croatie \| Alessio-Bianchi \| + 32 min 06 s \| \| 25e \| Cristian Moreni \| Italie \| Alessio-Bianchi \| + 35 min 24 s \| |                     |           |                                    |                  |
| |                     |           |                                    |                  |
| |                     |           |                                    |                  |
| Classement général |                     |           |                                    |                  |
| Coureur | Coureur             | Pays      | Équipe                             | Temps            |
| 1er | Damiano Cunego      | Italie    | Saeco                              | 88 h 40 min 43 s |
| 2e | Serhiy Honchar      | Ukraine   | De Nardi-Piemme Telekom            | + 2 min 02 s     |
| 3e | Gilberto Simoni     | Italie    | Saeco                              | + 2 min 05 s     |
| 4e | Dario Cioni         | Italie    | Fassa Bortolo                      | + 4 min 36 s     |
| 5e | Yaroslav Popovych   | Ukraine   | Landbouwkrediet-Colnago            | + 5 min 05 s     |
| 6e | Stefano Garzelli    | Italie    | Vini Caldirola-Nobili Rubinetterie | + 5 min 31 s     |
| 7e | Wladimir Belli      | Italie    | Lampre                             | + 6 min 12 s     |
| 8e | Bradley McGee       | Australie | Fdjeux.com                         | + 6 min 15 s     |
| 9e | Tadej Valjavec      | Slovénie  | Phonak Hearing Systems             | + 6 min 34 s     |
| 10e | Juan Manuel Gárate  | Espagne   | Lampre                             | + 7 min 47 s     |
| 11e | Franco Pellizotti   | Italie    | Alessio-Bianchi                    | + 9 min 45 s     |
| 12e | Emanuele Sella      | Italie    | Ceramica Panaria-Margres           | + 10 min 26 s    |
| 13e | Pavel Tonkov        | Russie    | Vini Caldirola-Nobili Rubinetterie | + 10 min 43 s    |
| 14e | Christophe Brandt   | Belgique  | Lotto-Domo                         | + 10 min 50 s    |
| 15e | Luis Felipe Laverde | Colombie  | Formaggi Pinzolo Fiavè             | + 13 min 43 s    |
| 16e | Rubén Lobato        | Espagne   | Saunier Duval-Prodir               | + 21 min 11 s    |
| 17e | Andrea Noè          | Italie    | Alessio-Bianchi                    | + 22 min 33 s    |
| 18e | David Cañada        | Espagne   | Saunier Duval-Prodir               | + 22 min 52 s    |
| 19e | Steve Zampieri      | Suisse    | Vini Caldirola-Nobili Rubinetterie | + 25 min 53 s    |
| 20e | Giuseppe Di Grande  | Italie    | Formaggi Pinzolo Fiavè             | + 26 min 05 s    |
| 21e | Eddy Mazzoleni      | Italie    | Saeco                              | + 27 min 44 s    |
| 22e | Patxi Vila          | Espagne   | Lampre                             | + 30 min 50 s    |
| 23e | Ruggero Marzoli     | Italie    | Acqua & Sapone - Caffè Mokambo     | + 31 min 41 s    |
| 24e | Vladimir Miholjević | Croatie   | Alessio-Bianchi                    | + 32 min 06 s    |
| 25e | Cristian Moreni     | Italie    | Alessio-Bianchi                    | + 35 min 24 s    |

### Classements annexes finals
| Classement par points | Classement par points | Classement par points | Classement par points              | Classement par points |
| Coureur               | Coureur               | Pays                  | Équipe                             | Points                |
| --------------------- | --------------------- | --------------------- | ---------------------------------- | --------------------- |
| 1er                   | Alessandro Petacchi   | Italie                | Fassa Bortolo                      | 250 pts               |
| 2e                    | Damiano Cunego        | Italie                | Saeco                              | 153 pts               |
| 3e                    | Olaf Pollack          | Allemagne             | Gerolsteiner                       | 148 pts               |
| 4e                    | Aliaksandr Usau       | Biélorussie           | Phonak Hearing Systems             | 111 pts               |
| 5e                    | Marco Zanotti         | Italie                | Vini Caldirola-Nobili Rubinetterie | 102 pts               |
| 6e                    | Fred Rodriguez        | États-Unis            | Acqua & Sapone - Caffè Mokambo     | 96 pts                |
| 7e                    | Bradley McGee         | Australie             | Fdjeux.com                         | 88 pts                |
| 8e                    | Gilberto Simoni       | Italie                | Saeco                              | 78 pts                |
| 9e                    | Stefano Garzelli      | Italie                | Vini Caldirola-Nobili Rubinetterie | 76 pts                |
| 10e                   | Serhiy Honchar        | Ukraine               | De Nardi-Piemme Telekom            | 73 pts                |

| Classement par points | Classement par points | Classement par points | Classement par points              | Classement par points |
| Coureur               | Coureur               | Pays                  | Équipe                             | Points                |
| --------------------- | --------------------- | --------------------- | ---------------------------------- | --------------------- |
| 1er                   | Alessandro Petacchi   | Italie                | Fassa Bortolo                      | 250 pts               |
| 2e                    | Damiano Cunego        | Italie                | Saeco                              | 153 pts               |
| 3e                    | Olaf Pollack          | Allemagne             | Gerolsteiner                       | 148 pts               |
| 4e                    | Aliaksandr Usau       | Biélorussie           | Phonak Hearing Systems             | 111 pts               |
| 5e                    | Marco Zanotti         | Italie                | Vini Caldirola-Nobili Rubinetterie | 102 pts               |
| 6e                    | Fred Rodriguez        | États-Unis            | Acqua & Sapone - Caffè Mokambo     | 96 pts                |
| 7e                    | Bradley McGee         | Australie             | Fdjeux.com                         | 88 pts                |
| 8e                    | Gilberto Simoni       | Italie                | Saeco                              | 78 pts                |
| 9e                    | Stefano Garzelli      | Italie                | Vini Caldirola-Nobili Rubinetterie | 76 pts                |
| 10e                   | Serhiy Honchar        | Ukraine               | De Nardi-Piemme Telekom            | 73 pts                |

| Classement de la montagne | Classement de la montagne | Classement de la montagne | Classement de la montagne          | Classement de la montagne |
| Coureur                   | Coureur                   | Pays                      | Équipe                             | Points                    |
| ------------------------- | ------------------------- | ------------------------- | ---------------------------------- | ------------------------- |
| 1er                       | Fabian Wegmann            | Allemagne                 | Gerolsteiner                       | 56 pts                    |
| 2e                        | Damiano Cunego            | Italie                    | Saeco                              | 54 pts                    |
| 3e                        | Gilberto Simoni           | Italie                    | Saeco                              | 36 pts                    |
| 4e                        | Stefano Garzelli          | Italie                    | Vini Caldirola-Nobili Rubinetterie | 33 pts                    |
| 5e                        | Alexandre Moos            | Suisse                    | Phonak Hearing Systems             | 27 pts                    |
| 6e                        | Vladimir Miholjević       | Croatie                   | Alessio-Bianchi                    | 20 pts                    |
| 7e                        | Raffaele Illiano          | Italie                    | Colombia-Selle Italia              | 16 pts                    |
| 8e                        | Niki Aebersold            | Suisse                    | Phonak Hearing Systems             | 15 pts                    |
| 9e                        | Luis Felipe Laverde       | Colombie                  | Formaggi Pinzolo Fiavè             | 14 pts                    |
| 10e                       | Bradley McGee             | Australie                 | Fdjeux.com                         | 13 pts                    |

| Classement de la montagne | Classement de la montagne | Classement de la montagne | Classement de la montagne          | Classement de la montagne |
| Coureur                   | Coureur                   | Pays                      | Équipe                             | Points                    |
| ------------------------- | ------------------------- | ------------------------- | ---------------------------------- | ------------------------- |
| 1er                       | Fabian Wegmann            | Allemagne                 | Gerolsteiner                       | 56 pts                    |
| 2e                        | Damiano Cunego            | Italie                    | Saeco                              | 54 pts                    |
| 3e                        | Gilberto Simoni           | Italie                    | Saeco                              | 36 pts                    |
| 4e                        | Stefano Garzelli          | Italie                    | Vini Caldirola-Nobili Rubinetterie | 33 pts                    |
| 5e                        | Alexandre Moos            | Suisse                    | Phonak Hearing Systems             | 27 pts                    |
| 6e                        | Vladimir Miholjević       | Croatie                   | Alessio-Bianchi                    | 20 pts                    |
| 7e                        | Raffaele Illiano          | Italie                    | Colombia-Selle Italia              | 16 pts                    |
| 8e                        | Niki Aebersold            | Suisse                    | Phonak Hearing Systems             | 15 pts                    |
| 9e                        | Luis Felipe Laverde       | Colombie                  | Formaggi Pinzolo Fiavè             | 14 pts                    |
| 10e                       | Bradley McGee             | Australie                 | Fdjeux.com                         | 13 pts                    |

| Classement par équipes | Classement par équipes             | Classement par équipes | Classement par équipes |
| Équipe                 | Équipe                             | Pays                   | Temps                  |
| ---------------------- | ---------------------------------- | ---------------------- | ---------------------- |
| 1re                    | Saeco                              | Italie                 | 265 h 52 min 05 s      |
| 2e                     | Vini Caldirola-Nobili Rubinetterie | Italie                 | + 19 min 15 s          |
| 3e                     | Lampre                             | Italie                 | + 26 min 12 s          |
| 4e                     | Alessio-Bianchi                    | Italie                 | + 29 min 13 s          |
| 5e                     | Saunier Duval-Prodir               | Espagne                | + 39 min 21 s          |
| 6e                     | Ceramica Panaria-Margres           | Italie                 | + 43 min 02 s          |
| 7e                     | Acqua & Sapone - Caffè Mokambo     | Italie                 | + 57 min 54 s          |
| 8e                     | Phonak Hearing Systems             | Suisse                 | + 1 h 03 min 04 s      |
| 9e                     | De Nardi-Piemme Telekom            | Italie                 | + 1 h 20 min 18 s      |
| 10e                    | Formaggi Pinzolo Fiavè             | Italie                 | + 2 h 04 min 05 s      |

| Classement par équipes | Classement par équipes             | Classement par équipes | Classement par équipes |
| Équipe                 | Équipe                             | Pays                   | Temps                  |
| ---------------------- | ---------------------------------- | ---------------------- | ---------------------- |
| 1re                    | Saeco                              | Italie                 | 265 h 52 min 05 s      |
| 2e                     | Vini Caldirola-Nobili Rubinetterie | Italie                 | + 19 min 15 s          |
| 3e                     | Lampre                             | Italie                 | + 26 min 12 s          |
| 4e                     | Alessio-Bianchi                    | Italie                 | + 29 min 13 s          |
| 5e                     | Saunier Duval-Prodir               | Espagne                | + 39 min 21 s          |
| 6e                     | Ceramica Panaria-Margres           | Italie                 | + 43 min 02 s          |
| 7e                     | Acqua & Sapone - Caffè Mokambo     | Italie                 | + 57 min 54 s          |
| 8e                     | Phonak Hearing Systems             | Suisse                 | + 1 h 03 min 04 s      |
| 9e                     | De Nardi-Piemme Telekom            | Italie                 | + 1 h 20 min 18 s      |
| 10e                    | Formaggi Pinzolo Fiavè             | Italie                 | + 2 h 04 min 05 s      |

| Classement Intergiro | Classement Intergiro | Classement Intergiro | Classement Intergiro         | Classement Intergiro |
|                      | Coureur              | Pays                 | Équipe                       | Temps                |
| -------------------- | -------------------- | -------------------- | ---------------------------- | -------------------- |
| 1er                  | Raffaele Illiano     | Italie               | Colombia–Selle Italia        | en 49 h 39 min 14 s  |
| 2e                   | Crescenzo D'Amore    | Italie               | Acqua & Sapone-Caffè Mokambo | + 13 s               |
| 3e                   | Mariano Piccoli      | Italie               | Lampre                       | + 19 s               |
| 4e                   | Marlon Pérez         | Colombie             | Colombia–Selle Italia        | + 22 s               |
| 5e                   | Alessandro Vanotti   | Italie               | De Nardi-Piemme Telekom      | + 36 s               |
| 6e                   | Aart Vierhouten      | Pays-Bas             | Lotto–Domo                   | + 39 s               |
| 7e                   | Robert Förster       | Allemagne            | Gerolsteiner                 | + 39 s               |
| 8e                   | Daniele Righi        | Italie               | Lampre                       | + 44 s               |
| 9e                   | Alessandro Bertolini | Italie               | Alessio–Bianchi              | + 56 s               |
| 10e                  | Yaroslav Popovych    | Ukraine              | Landbouwkrediet–Colnago      | + 1 min 5 s          |
| modifier             |                      |                      |                              |                      |

## Évolution des classements
Les cyclistes présents dans le tableau ci-dessous correspondent aux leaders des classements. Ils peuvent ne pas correspondre au porteur du maillot.
| Étape     | Vainqueur           | Classement général | Classement par point | Classement de la montagne | Classement Intergiro | Classement par équipes |
| --------- | ------------------- | ------------------ | -------------------- | ------------------------- | -------------------- | ---------------------- |
| Prologue  | Bradley McGee       | Bradley McGee      | néant                | néant                     | néant                | néant                  |
| 1re étape | Alessandro Petacchi | Olaf Pollack       | Alessandro Petacchi  | Fabian Wegmann            | Marlon Pérez         | Lampre                 |
| 2e étape  | Damiano Cunego      | Bradley McGee      | Damiano Cunego       | Alexandre Moos            | Ruggero Marzoli      | Lampre                 |
| 3e étape  | Gilberto Simoni     | Gilberto Simoni    | Damiano Cunego       | Gilberto Simoni           | Ruggero Marzoli      | Saeco                  |
| 4e étape  | Alessandro Petacchi | Gilberto Simoni    | Alessandro Petacchi  | Gilberto Simoni           | Alessandro Vanotti   | Saeco                  |
| 5e étape  | Robbie McEwen       | Gilberto Simoni    | Robbie McEwen        | Gilberto Simoni           | Crescenzo D'Amore    | Saeco                  |
| 6e étape  | Alessandro Petacchi | Gilberto Simoni    | Alessandro Petacchi  | Fabian Wegmann            | Crescenzo D'Amore    | Saeco                  |
| 7e étape  | Damiano Cunego      | Damiano Cunego     | Alessandro Petacchi  | Damiano Cunego            | Massimo Strazzer     | Saeco                  |
| 8e étape  | Alessandro Petacchi | Damiano Cunego     | Alessandro Petacchi  | Damiano Cunego            | Massimo Strazzer     | Saeco                  |
| 9e étape  | Fred Rodriguez      | Damiano Cunego     | Alessandro Petacchi  | Damiano Cunego            | Massimo Strazzer     | Saeco                  |
| 10e étape | Alessandro Petacchi | Damiano Cunego     | Alessandro Petacchi  | Damiano Cunego            | Crescenzo D'Amore    | Saeco                  |
| 11e étape | Emanuele Sella      | Damiano Cunego     | Alessandro Petacchi  | Fabian Wegmann            | Marlon Pérez         | Saeco                  |
| 12e étape | Alessandro Petacchi | Damiano Cunego     | Alessandro Petacchi  | Fabian Wegmann            | Marlon Pérez         | Saeco                  |
| 13e étape | Serhiy Honchar      | Yaroslav Popovych  | Alessandro Petacchi  | Fabian Wegmann            | Marlon Pérez         | Alessio-Bianchi        |
| 14e étape | Alessandro Petacchi | Yaroslav Popovych  | Alessandro Petacchi  | Fabian Wegmann            | Crescenzo D'Amore    | Alessio-Bianchi        |
| 15e étape | Alessandro Petacchi | Yaroslav Popovych  | Alessandro Petacchi  | Fabian Wegmann            | Crescenzo D'Amore    | Alessio-Bianchi        |
| 16e étape | Damiano Cunego      | Damiano Cunego     | Alessandro Petacchi  | Fabian Wegmann            | Crescenzo D'Amore    | Saeco                  |
| 17e étape | Pavel Tonkov        | Damiano Cunego     | Alessandro Petacchi  | Fabian Wegmann            | Crescenzo D'Amore    | Saeco                  |
| 18e étape | Damiano Cunego      | Damiano Cunego     | Alessandro Petacchi  | Damiano Cunego            | Crescenzo D'Amore    | Saeco                  |
| 19e étape | Stefano Garzelli    | Damiano Cunego     | Alessandro Petacchi  | Fabian Wegmann            | Raffaele Illiano     | Saeco                  |
| 20e étape | Alessandro Petacchi | Damiano Cunego     | Alessandro Petacchi  | Fabian Wegmann            | Raffaele Illiano     | Saeco                  |

## Liste des participants
| Saeco SAE | Saeco SAE                    | Saeco SAE |
| --------- | ---------------------------- | --------- |
| Num       | Coureur                      | Pos       |
| 1         | Gilberto Simoni (ITA)        | 3e        |
| 2         | Leonardo Bertagnolli (ITA)   | 37e       |
| 3         | Damiano Cunego (ITA)         | 1er       |
| 4         | Paolo Fornaciari (ITA)       | 99e       |
| 5         | Eddy Mazzoleni (ITA)         | 21e       |
| 6         | Alessandro Spezialetti (ITA) | 65e       |
| 7         | Gorazd Štangelj (SLO)        | 94e       |
| 8         | Sylwester Szmyd (POL)        | 42e       |
| 9         | Andrea Tonti (ITA)           | 29e       |

| Acqua & Sapone - Caffè Mokambo ASA | Acqua & Sapone - Caffè Mokambo ASA | Acqua & Sapone - Caffè Mokambo ASA |
| ---------------------------------- | ---------------------------------- | ---------------------------------- |
| Num                                | Coureur                            | Pos                                |
| 11                                 | Ruggero Marzoli (ITA)              | 23e                                |
| 12                                 | Andrea Ferrigato (ITA)             | 83e                                |
| 13                                 | Rinaldo Nocentini (ITA)            | 34e                                |
| 14                                 | Bo Hamburger (DEN)                 | 37e                                |
| 15                                 | Crescenzo D'Amore (ITA)            | 122e                               |
| 16                                 | Fred Rodriguez (USA)               | 98e                                |
| 17                                 | Kyrylo Pospyeyev (UKR)             | 41e                                |
| 18                                 | Ondřej Sosenka (CZE)               | NP-7                               |
| 19                                 | Gerhard Trampusch (AUT)            | 26e                                |

| Alessio-Bianchi ALB | Alessio-Bianchi ALB        | Alessio-Bianchi ALB |
| ------------------- | -------------------------- | ------------------- |
| Num                 | Coureur                    | Pos                 |
| 21                  | Magnus Bäckstedt (SWE)     | NP-15               |
| 22                  | Angelo Furlan (ITA)        | 127e                |
| 23                  | Alessandro Bertolini (ITA) | 52e                 |
| 24                  | Marcus Ljungqvist (SWE)    | 62e                 |
| 25                  | Vladimir Miholjević (CRO)  | 24e                 |
| 26                  | Cristian Moreni (ITA)      | 25e                 |
| 27                  | Andrea Noè (ITA)           | 17e                 |
| 28                  | Franco Pellizotti (ITA)    | 11e                 |
| 29                  | Ellis Rastelli (ITA)       | 72e                 |

| Ceramica Panaria-Margres PAN | Ceramica Panaria-Margres PAN     | Ceramica Panaria-Margres PAN |
| ---------------------------- | -------------------------------- | ---------------------------- |
| Num                          | Coureur                          | Pos                          |
| 31                           | Giuliano Figueras (ITA)          | NP-18                        |
| 32                           | Julio Alberto Pérez Cuapio (MEX) | 33e                          |
| 33                           | Scott Davis (AUS)                | 89e                          |
| 34                           | Brett Lancaster (AUS)            | 123e                         |
| 35                           | Paolo Lanfranchi (ITA)           | 60e                          |
| 36                           | Luca Mazzanti (ITA)              | 45e                          |
| 37                           | Emanuele Sella (ITA)             | 12e                          |
| 38                           | Fortunato Baliani (ITA)          | 38e                          |
| 39                           | Alejandro Borrajo (ARG)          | 78e                          |

| Chocolade Jacques-Wincor Nixdorf CHO | Chocolade Jacques-Wincor Nixdorf CHO | Chocolade Jacques-Wincor Nixdorf CHO |
| ------------------------------------ | ------------------------------------ | ------------------------------------ |
| Num                                  | Coureur                              | Pos                                  |
| 41                                   | Andoni Aranaga (ESP)                 | AB-6                                 |
| 42                                   | Mauricio Ardila (COL)                | 31e                                  |
| 43                                   | Florent Brard (FRA)                  | 107e                                 |
| 44                                   | Denys Kostyuk (UKR)                  | 59e                                  |
| 45                                   | John Gadret (FRA)                    | AB-4                                 |
| 46                                   | Maxim Rudenko (UKR)                  | 132e                                 |
| 47                                   | Jurgen Van de Walle (BEL)            | AB-3                                 |
| 48                                   | Geert Verheyen (BEL)                 | 48e                                  |
| 49                                   | Jan van Velzen (NED)                 | 121e                                 |

| Colombia-Selle Italia CLM | Colombia-Selle Italia CLM | Colombia-Selle Italia CLM |
| ------------------------- | ------------------------- | ------------------------- |
| Num                       | Coureur                   | Pos                       |
| 51                        | Freddy González (COL)     | AB-9                      |
| 52                        | Marlon Pérez (COL)        | 39e                       |
| 53                        | Ruber Marín (COL)         | 82e                       |
| 55                        | Raffaele Illiano (ITA)    | 35e                       |
| 56                        | Leonardo Scarselli (ITA)  | AB-16                     |
| 57                        | Philippe Schnyder (SUI)   | 128e                      |
| 58                        | Russell Van Hout (AUS)    | 133e                      |
| 59                        | Trent Wilson (AUS)        | 125e                      |

| De Nardi-Piemme Telekom DEN | De Nardi-Piemme Telekom DEN | De Nardi-Piemme Telekom DEN |
| --------------------------- | --------------------------- | --------------------------- |
| Num                         | Coureur                     | Pos                         |
| 61                          | Serhiy Honchar (UKR)        | 2e                          |
| 62                          | Ruggero Borghi (ITA)        | 28e                         |
| 63                          | Simone Cadamuro (ITA)       | 119e                        |
| 64                          | Graziano Gasparre (ITA)     | 77e                         |
| 65                          | Leonardo Giordani (ITA)     | 74e                         |
| 66                          | Michele Gobbi (ITA)         | 92e                         |
| 67                          | Igor Pugaci (MDA)           | 69e                         |
| 68                          | Alessandro Vanotti (ITA)    | 43e                         |
| 69                          | Charles Wegelius (GBR)      | 47e                         |

| Domina Vacanze DVE | Domina Vacanze DVE      | Domina Vacanze DVE |
| ------------------ | ----------------------- | ------------------ |
| Num                | Coureur                 | Pos                |
| 71                 | Mario Cipollini (ITA)   | NP-7               |
| 72                 | Andrus Aug (EST)        | NP-7               |
| 73                 | Gabriele Colombo (ITA)  | 116e               |
| 74                 | Martin Derganc (SLO)    | 126e               |
| 75                 | Alessio Galletti (ITA)  | 88e                |
| 76                 | Massimo Iannetti (ITA)  | NP-12              |
| 77                 | Giovanni Lombardi (ITA) | 118e               |
| 78                 | Andris Naudužs (LAT)    | 105e               |
| 79                 | Mario Scirea (ITA)      | 120e               |

| Fassa Bortolo FAS | Fassa Bortolo FAS         | Fassa Bortolo FAS |
| ----------------- | ------------------------- | ----------------- |
| Num               | Coureur                   | Pos               |
| 81                | Marzio Bruseghin (ITA)    | 57e               |
| 82                | Dario Cioni (ITA)         | 4e                |
| 83                | Massimo Codol (ITA)       | 68e               |
| 84                | Alberto Ongarato (ITA)    | 108e              |
| 85                | Alessandro Petacchi (ITA) | 96e               |
| 86                | Fabio Sacchi (ITA)        | 101e              |
| 87                | Matteo Tosatto (ITA)      | 110e              |
| 88                | Volodymyr Gustov (UKR)    | 102e              |
| 89                | Marco Velo (ITA)          | 100e              |

| Fdjeux.com FDJ | Fdjeux.com FDJ          | Fdjeux.com FDJ |
| -------------- | ----------------------- | -------------- |
| Num            | Coureur                 | Pos            |
| 91             | Freddy Bichot (FRA)     | AB-10          |
| 92             | David Derepas (FRA)     | 84e            |
| 93             | Nicolas Fritsch (FRA)   | 50e            |
| 94             | Philippe Gilbert (BEL)  | 32e            |
| 95             | Bradley McGee (AUS)     | 8e             |
| 96             | Francis Mourey (FRA)    | 103e           |
| 97             | Benoît Vaugrenard (FRA) | 135e           |
| 98             | Nicolas Vogondy (FRA)   | 80e            |
| 99             | Matthew Wilson (AUS)    | 131e           |

| Formaggi Pinzolo Fiavè ___ | Formaggi Pinzolo Fiavè ___ | Formaggi Pinzolo Fiavè ___ |
| -------------------------- | -------------------------- | -------------------------- |
| Num                        | Coureur                    | Pos                        |
| 101                        | Ivan Quaranta (ITA)        | AB-10                      |
| 102                        | Mario Manzoni (ITA)        | 134e                       |
| 103                        | Boštjan Mervar (SLO)       | 129e                       |
| 105                        | Domenico Gualdi (ITA)      | 138e                       |
| 106                        | Giuseppe Di Grande (ITA)   | 20e                        |
| 107                        | Giuseppe Muraglia (ITA)    | 56e                        |
| 108                        | Luis Felipe Laverde (COL)  | 15e                        |
| 109                        | Corrado Serina (ITA)       | 139e                       |

| Gerolsteiner GST | Gerolsteiner GST       | Gerolsteiner GST |
| ---------------- | ---------------------- | ---------------- |
| Num              | Coureur                | Pos              |
| 111              | Gianni Faresin (ITA)   | NP-10            |
| 112              | Robert Förster (GER)   | 115e             |
| 113              | Sven Montgomery (SUI)  | NP-14            |
| 114              | Olaf Pollack (GER)     | 111e             |
| 115              | Davide Rebellin (ITA)  | NP-8             |
| 116              | Marco Serpellini (ITA) | 70e              |
| 117              | Marcel Strauss (SUI)   | 104e             |
| 118              | Fabian Wegmann (GER)   | 36e              |
| 119              | Thomas Ziegler (GER)   | 63e              |

| Lampre LAM | Lampre LAM               | Lampre LAM |
| ---------- | ------------------------ | ---------- |
| Num        | Coureur                  | Pos        |
| 121        | Juan Manuel Gárate (ESP) | 10e        |
| 122        | Wladimir Belli (ITA)     | 7e         |
| 123        | Igor Astarloa (ESP)      | 55e        |
| 124        | Ján Svorada (CZE)        | AB-17      |
| 125        | Andrej Hauptman (SLO)    | 81e        |
| 126        | Luciano Pagliarini (BRA) | AB-17      |
| 127        | Mariano Piccoli (ITA)    | 58e        |
| 128        | Daniele Righi (ITA)      | 95e        |
| 129        | Patxi Vila (ESP)         | 22e        |

| Landbouwkrediet-Colnago LAN | Landbouwkrediet-Colnago LAN | Landbouwkrediet-Colnago LAN |
| --------------------------- | --------------------------- | --------------------------- |
| Num                         | Coureur                     | Pos                         |
| 131                         | Volodymyr Bileka (UKR)      | 49e                         |
| 132                         | Vladimir Duma (UKR)         | 64e                         |
| 133                         | Jacky Durand (FRA)          | AB-18                       |
| 134                         | Cristian Gasperoni (ITA)    | AB-2                        |
| 135                         | Yaroslav Popovych (UKR)     | 5e                          |
| 136                         | Nico Sijmens (BEL)          | 67e                         |
| 137                         | Tomas Vaitkus (LTU)         | NP-10                       |
| 138                         | Johan Verstrepen (BEL)      | 93e                         |
| 139                         | Sergej Advejev (UKR)        | 84e                         |

| Lotto-Domo ___ | Lotto-Domo ___             | Lotto-Domo ___ |
| -------------- | -------------------------- | -------------- |
| Num            | Coureur                    | Pos            |
| 141            | Robbie McEwen (AUS)        | NP-16          |
| 142            | Christophe Brandt (BEL)    | 14e            |
| 143            | Gorik Gardeyn (BEL)        | 124e           |
| 144            | Piotr Wadecki (POL)        | NP-15          |
| 145            | Aart Vierhouten (NED)      | HD-16          |
| 146            | Christophe Detilloux (BEL) | AB-16          |
| 147            | Nick Gates (AUS)           | 112e           |
| 148            | Gert Steegmans (BEL)       | 130e           |
| 149            | Ief Verbrugghe (BEL)       | 114e           |

| Phonak Hearing Systems PHO | Phonak Hearing Systems PHO | Phonak Hearing Systems PHO |
| -------------------------- | -------------------------- | -------------------------- |
| Num                        | Coureur                    | Pos                        |
| 151                        | Michael Albasini (SUI)     | 87e                        |
| 152                        | Niki Aebersold (SUI)       | 40e                        |
| 153                        | Daniele Bennati (ITA)      | AB-2                       |
| 154                        | Marco Fertonani (ITA)      | 54e                        |
| 155                        | Alexandre Moos (SUI)       | 27e                        |
| 156                        | Uroš Murn (SLO)            | 91e                        |
| 157                        | Daniel Schnider (SUI)      | 44e                        |
| 158                        | Aliaksandr Usau (BLR)      | 97e                        |
| 159                        | Tadej Valjavec (SLO)       | 9e                         |

| Saunier Duval-Prodir SDV | Saunier Duval-Prodir SDV    | Saunier Duval-Prodir SDV |
| ------------------------ | --------------------------- | ------------------------ |
| Num                      | Coureur                     | Pos                      |
| 161                      | Rubens Bertogliati (SUI)    | 51e                      |
| 162                      | David Cañada (ESP)          | 18e                      |
| 163                      | Juan Carlos Domínguez (ESP) | NP-8                     |
| 164                      | Juan Gomis (ESP)            | 66e                      |
| 165                      | Rubén Lobato (ESP)          | 16e                      |
| 166                      | Alberto Loddo (ITA)         | AB-17                    |
| 167                      | Manuele Mori (ITA)          | 75e                      |
| 168                      | Oliver Zaugg (SUI)          | 46e                      |
| 169                      | Massimo Strazzer (ITA)      | NP-10                    |

| Tenax TEN | Tenax TEN                 | Tenax TEN |
| --------- | ------------------------- | --------- |
| Num       | Coureur                   | Pos       |
| 171       | Gabriele Bosisio (ITA)    | 136e      |
| 172       | Giancarlo Ginestri (ITA)  | 117e      |
| 173       | Zoran Klemenčič (SLO)     | NP-14     |
| 174       | Nicola Loda (ITA)         | 73e       |
| 175       | Renzo Mazzoleni (ITA)     | 110e      |
| 176       | Daniele Pietropolli (ITA) | 79e       |
| 177       | Dean Podgornik (SLO)      | 137e      |
| 178       | Oscar Pozzi (ITA)         | 71e       |
| 179       | Radoslav Rogina (CRO)     | 86e       |

| Vini Caldirola-Nobili Rubinetterie ___ | Vini Caldirola-Nobili Rubinetterie ___ | Vini Caldirola-Nobili Rubinetterie ___ |
| -------------------------------------- | -------------------------------------- | -------------------------------------- |
| Num                                    | Coureur                                | Pos                                    |
| 181                                    | Stefano Garzelli (ITA)                 | 6e                                     |
| 182                                    | Pavel Tonkov (RUS)                     | 13e                                    |
| 183                                    | Dario Andriotto (ITA)                  | 53e                                    |
| 184                                    | Mauro Gerosa (ITA)                     | 61e                                    |
| 185                                    | Simone Masciarelli (ITA)               | 90e                                    |
| 186                                    | Oscar Mason (ITA)                      | 30e                                    |
| 187                                    | Gianluca Sironi (ITA)                  | 76e                                    |
| 188                                    | Steve Zampieri (SUI)                   | 19e                                    |
| 189                                    | Marco Zanotti (ITA)                    | 113e                                   |

| Saeco SAE | Saeco SAE                    | Saeco SAE |
| --------- | ---------------------------- | --------- |
| Num       | Coureur                      | Pos       |
| 1         | Gilberto Simoni (ITA)        | 3e        |
| 2         | Leonardo Bertagnolli (ITA)   | 37e       |
| 3         | Damiano Cunego (ITA)         | 1er       |
| 4         | Paolo Fornaciari (ITA)       | 99e       |
| 5         | Eddy Mazzoleni (ITA)         | 21e       |
| 6         | Alessandro Spezialetti (ITA) | 65e       |
| 7         | Gorazd Štangelj (SLO)        | 94e       |
| 8         | Sylwester Szmyd (POL)        | 42e       |
| 9         | Andrea Tonti (ITA)           | 29e       |

| Acqua & Sapone - Caffè Mokambo ASA | Acqua & Sapone - Caffè Mokambo ASA | Acqua & Sapone - Caffè Mokambo ASA |
| ---------------------------------- | ---------------------------------- | ---------------------------------- |
| Num                                | Coureur                            | Pos                                |
| 11                                 | Ruggero Marzoli (ITA)              | 23e                                |
| 12                                 | Andrea Ferrigato (ITA)             | 83e                                |
| 13                                 | Rinaldo Nocentini (ITA)            | 34e                                |
| 14                                 | Bo Hamburger (DEN)                 | 37e                                |
| 15                                 | Crescenzo D'Amore (ITA)            | 122e                               |
| 16                                 | Fred Rodriguez (USA)               | 98e                                |
| 17                                 | Kyrylo Pospyeyev (UKR)             | 41e                                |
| 18                                 | Ondřej Sosenka (CZE)               | NP-7                               |
| 19                                 | Gerhard Trampusch (AUT)            | 26e                                |

| Alessio-Bianchi ALB | Alessio-Bianchi ALB        | Alessio-Bianchi ALB |
| ------------------- | -------------------------- | ------------------- |
| Num                 | Coureur                    | Pos                 |
| 21                  | Magnus Bäckstedt (SWE)     | NP-15               |
| 22                  | Angelo Furlan (ITA)        | 127e                |
| 23                  | Alessandro Bertolini (ITA) | 52e                 |
| 24                  | Marcus Ljungqvist (SWE)    | 62e                 |
| 25                  | Vladimir Miholjević (CRO)  | 24e                 |
| 26                  | Cristian Moreni (ITA)      | 25e                 |
| 27                  | Andrea Noè (ITA)           | 17e                 |
| 28                  | Franco Pellizotti (ITA)    | 11e                 |
| 29                  | Ellis Rastelli (ITA)       | 72e                 |

| Ceramica Panaria-Margres PAN | Ceramica Panaria-Margres PAN     | Ceramica Panaria-Margres PAN |
| ---------------------------- | -------------------------------- | ---------------------------- |
| Num                          | Coureur                          | Pos                          |
| 31                           | Giuliano Figueras (ITA)          | NP-18                        |
| 32                           | Julio Alberto Pérez Cuapio (MEX) | 33e                          |
| 33                           | Scott Davis (AUS)                | 89e                          |
| 34                           | Brett Lancaster (AUS)            | 123e                         |
| 35                           | Paolo Lanfranchi (ITA)           | 60e                          |
| 36                           | Luca Mazzanti (ITA)              | 45e                          |
| 37                           | Emanuele Sella (ITA)             | 12e                          |
| 38                           | Fortunato Baliani (ITA)          | 38e                          |
| 39                           | Alejandro Borrajo (ARG)          | 78e                          |

| Chocolade Jacques-Wincor Nixdorf CHO | Chocolade Jacques-Wincor Nixdorf CHO | Chocolade Jacques-Wincor Nixdorf CHO |
| ------------------------------------ | ------------------------------------ | ------------------------------------ |
| Num                                  | Coureur                              | Pos                                  |
| 41                                   | Andoni Aranaga (ESP)                 | AB-6                                 |
| 42                                   | Mauricio Ardila (COL)                | 31e                                  |
| 43                                   | Florent Brard (FRA)                  | 107e                                 |
| 44                                   | Denys Kostyuk (UKR)                  | 59e                                  |
| 45                                   | John Gadret (FRA)                    | AB-4                                 |
| 46                                   | Maxim Rudenko (UKR)                  | 132e                                 |
| 47                                   | Jurgen Van de Walle (BEL)            | AB-3                                 |
| 48                                   | Geert Verheyen (BEL)                 | 48e                                  |
| 49                                   | Jan van Velzen (NED)                 | 121e                                 |

| Colombia-Selle Italia CLM | Colombia-Selle Italia CLM | Colombia-Selle Italia CLM |
| ------------------------- | ------------------------- | ------------------------- |
| Num                       | Coureur                   | Pos                       |
| 51                        | Freddy González (COL)     | AB-9                      |
| 52                        | Marlon Pérez (COL)        | 39e                       |
| 53                        | Ruber Marín (COL)         | 82e                       |
| 55                        | Raffaele Illiano (ITA)    | 35e                       |
| 56                        | Leonardo Scarselli (ITA)  | AB-16                     |
| 57                        | Philippe Schnyder (SUI)   | 128e                      |
| 58                        | Russell Van Hout (AUS)    | 133e                      |
| 59                        | Trent Wilson (AUS)        | 125e                      |

| De Nardi-Piemme Telekom DEN | De Nardi-Piemme Telekom DEN | De Nardi-Piemme Telekom DEN |
| --------------------------- | --------------------------- | --------------------------- |
| Num                         | Coureur                     | Pos                         |
| 61                          | Serhiy Honchar (UKR)        | 2e                          |
| 62                          | Ruggero Borghi (ITA)        | 28e                         |
| 63                          | Simone Cadamuro (ITA)       | 119e                        |
| 64                          | Graziano Gasparre (ITA)     | 77e                         |
| 65                          | Leonardo Giordani (ITA)     | 74e                         |
| 66                          | Michele Gobbi (ITA)         | 92e                         |
| 67                          | Igor Pugaci (MDA)           | 69e                         |
| 68                          | Alessandro Vanotti (ITA)    | 43e                         |
| 69                          | Charles Wegelius (GBR)      | 47e                         |

| Domina Vacanze DVE | Domina Vacanze DVE      | Domina Vacanze DVE |
| ------------------ | ----------------------- | ------------------ |
| Num                | Coureur                 | Pos                |
| 71                 | Mario Cipollini (ITA)   | NP-7               |
| 72                 | Andrus Aug (EST)        | NP-7               |
| 73                 | Gabriele Colombo (ITA)  | 116e               |
| 74                 | Martin Derganc (SLO)    | 126e               |
| 75                 | Alessio Galletti (ITA)  | 88e                |
| 76                 | Massimo Iannetti (ITA)  | NP-12              |
| 77                 | Giovanni Lombardi (ITA) | 118e               |
| 78                 | Andris Naudužs (LAT)    | 105e               |
| 79                 | Mario Scirea (ITA)      | 120e               |

| Fassa Bortolo FAS | Fassa Bortolo FAS         | Fassa Bortolo FAS |
| ----------------- | ------------------------- | ----------------- |
| Num               | Coureur                   | Pos               |
| 81                | Marzio Bruseghin (ITA)    | 57e               |
| 82                | Dario Cioni (ITA)         | 4e                |
| 83                | Massimo Codol (ITA)       | 68e               |
| 84                | Alberto Ongarato (ITA)    | 108e              |
| 85                | Alessandro Petacchi (ITA) | 96e               |
| 86                | Fabio Sacchi (ITA)        | 101e              |
| 87                | Matteo Tosatto (ITA)      | 110e              |
| 88                | Volodymyr Gustov (UKR)    | 102e              |
| 89                | Marco Velo (ITA)          | 100e              |

| Fdjeux.com FDJ | Fdjeux.com FDJ          | Fdjeux.com FDJ |
| -------------- | ----------------------- | -------------- |
| Num            | Coureur                 | Pos            |
| 91             | Freddy Bichot (FRA)     | AB-10          |
| 92             | David Derepas (FRA)     | 84e            |
| 93             | Nicolas Fritsch (FRA)   | 50e            |
| 94             | Philippe Gilbert (BEL)  | 32e            |
| 95             | Bradley McGee (AUS)     | 8e             |
| 96             | Francis Mourey (FRA)    | 103e           |
| 97             | Benoît Vaugrenard (FRA) | 135e           |
| 98             | Nicolas Vogondy (FRA)   | 80e            |
| 99             | Matthew Wilson (AUS)    | 131e           |

| Formaggi Pinzolo Fiavè ___ | Formaggi Pinzolo Fiavè ___ | Formaggi Pinzolo Fiavè ___ |
| -------------------------- | -------------------------- | -------------------------- |
| Num                        | Coureur                    | Pos                        |
| 101                        | Ivan Quaranta (ITA)        | AB-10                      |
| 102                        | Mario Manzoni (ITA)        | 134e                       |
| 103                        | Boštjan Mervar (SLO)       | 129e                       |
| 105                        | Domenico Gualdi (ITA)      | 138e                       |
| 106                        | Giuseppe Di Grande (ITA)   | 20e                        |
| 107                        | Giuseppe Muraglia (ITA)    | 56e                        |
| 108                        | Luis Felipe Laverde (COL)  | 15e                        |
| 109                        | Corrado Serina (ITA)       | 139e                       |

| Gerolsteiner GST | Gerolsteiner GST       | Gerolsteiner GST |
| ---------------- | ---------------------- | ---------------- |
| Num              | Coureur                | Pos              |
| 111              | Gianni Faresin (ITA)   | NP-10            |
| 112              | Robert Förster (GER)   | 115e             |
| 113              | Sven Montgomery (SUI)  | NP-14            |
| 114              | Olaf Pollack (GER)     | 111e             |
| 115              | Davide Rebellin (ITA)  | NP-8             |
| 116              | Marco Serpellini (ITA) | 70e              |
| 117              | Marcel Strauss (SUI)   | 104e             |
| 118              | Fabian Wegmann (GER)   | 36e              |
| 119              | Thomas Ziegler (GER)   | 63e              |

| Lampre LAM | Lampre LAM               | Lampre LAM |
| ---------- | ------------------------ | ---------- |
| Num        | Coureur                  | Pos        |
| 121        | Juan Manuel Gárate (ESP) | 10e        |
| 122        | Wladimir Belli (ITA)     | 7e         |
| 123        | Igor Astarloa (ESP)      | 55e        |
| 124        | Ján Svorada (CZE)        | AB-17      |
| 125        | Andrej Hauptman (SLO)    | 81e        |
| 126        | Luciano Pagliarini (BRA) | AB-17      |
| 127        | Mariano Piccoli (ITA)    | 58e        |
| 128        | Daniele Righi (ITA)      | 95e        |
| 129        | Patxi Vila (ESP)         | 22e        |

| Landbouwkrediet-Colnago LAN | Landbouwkrediet-Colnago LAN | Landbouwkrediet-Colnago LAN |
| --------------------------- | --------------------------- | --------------------------- |
| Num                         | Coureur                     | Pos                         |
| 131                         | Volodymyr Bileka (UKR)      | 49e                         |
| 132                         | Vladimir Duma (UKR)         | 64e                         |
| 133                         | Jacky Durand (FRA)          | AB-18                       |
| 134                         | Cristian Gasperoni (ITA)    | AB-2                        |
| 135                         | Yaroslav Popovych (UKR)     | 5e                          |
| 136                         | Nico Sijmens (BEL)          | 67e                         |
| 137                         | Tomas Vaitkus (LTU)         | NP-10                       |
| 138                         | Johan Verstrepen (BEL)      | 93e                         |
| 139                         | Sergej Advejev (UKR)        | 84e                         |

| Lotto-Domo ___ | Lotto-Domo ___             | Lotto-Domo ___ |
| -------------- | -------------------------- | -------------- |
| Num            | Coureur                    | Pos            |
| 141            | Robbie McEwen (AUS)        | NP-16          |
| 142            | Christophe Brandt (BEL)    | 14e            |
| 143            | Gorik Gardeyn (BEL)        | 124e           |
| 144            | Piotr Wadecki (POL)        | NP-15          |
| 145            | Aart Vierhouten (NED)      | HD-16          |
| 146            | Christophe Detilloux (BEL) | AB-16          |
| 147            | Nick Gates (AUS)           | 112e           |
| 148            | Gert Steegmans (BEL)       | 130e           |
| 149            | Ief Verbrugghe (BEL)       | 114e           |

| Phonak Hearing Systems PHO | Phonak Hearing Systems PHO | Phonak Hearing Systems PHO |
| -------------------------- | -------------------------- | -------------------------- |
| Num                        | Coureur                    | Pos                        |
| 151                        | Michael Albasini (SUI)     | 87e                        |
| 152                        | Niki Aebersold (SUI)       | 40e                        |
| 153                        | Daniele Bennati (ITA)      | AB-2                       |
| 154                        | Marco Fertonani (ITA)      | 54e                        |
| 155                        | Alexandre Moos (SUI)       | 27e                        |
| 156                        | Uroš Murn (SLO)            | 91e                        |
| 157                        | Daniel Schnider (SUI)      | 44e                        |
| 158                        | Aliaksandr Usau (BLR)      | 97e                        |
| 159                        | Tadej Valjavec (SLO)       | 9e                         |

| Saunier Duval-Prodir SDV | Saunier Duval-Prodir SDV    | Saunier Duval-Prodir SDV |
| ------------------------ | --------------------------- | ------------------------ |
| Num                      | Coureur                     | Pos                      |
| 161                      | Rubens Bertogliati (SUI)    | 51e                      |
| 162                      | David Cañada (ESP)          | 18e                      |
| 163                      | Juan Carlos Domínguez (ESP) | NP-8                     |
| 164                      | Juan Gomis (ESP)            | 66e                      |
| 165                      | Rubén Lobato (ESP)          | 16e                      |
| 166                      | Alberto Loddo (ITA)         | AB-17                    |
| 167                      | Manuele Mori (ITA)          | 75e                      |
| 168                      | Oliver Zaugg (SUI)          | 46e                      |
| 169                      | Massimo Strazzer (ITA)      | NP-10                    |

| Tenax TEN | Tenax TEN                 | Tenax TEN |
| --------- | ------------------------- | --------- |
| Num       | Coureur                   | Pos       |
| 171       | Gabriele Bosisio (ITA)    | 136e      |
| 172       | Giancarlo Ginestri (ITA)  | 117e      |
| 173       | Zoran Klemenčič (SLO)     | NP-14     |
| 174       | Nicola Loda (ITA)         | 73e       |
| 175       | Renzo Mazzoleni (ITA)     | 110e      |
| 176       | Daniele Pietropolli (ITA) | 79e       |
| 177       | Dean Podgornik (SLO)      | 137e      |
| 178       | Oscar Pozzi (ITA)         | 71e       |
| 179       | Radoslav Rogina (CRO)     | 86e       |

| Vini Caldirola-Nobili Rubinetterie ___ | Vini Caldirola-Nobili Rubinetterie ___ | Vini Caldirola-Nobili Rubinetterie ___ |
| -------------------------------------- | -------------------------------------- | -------------------------------------- |
| Num                                    | Coureur                                | Pos                                    |
| 181                                    | Stefano Garzelli (ITA)                 | 6e                                     |
| 182                                    | Pavel Tonkov (RUS)                     | 13e                                    |
| 183                                    | Dario Andriotto (ITA)                  | 53e                                    |
| 184                                    | Mauro Gerosa (ITA)                     | 61e                                    |
| 185                                    | Simone Masciarelli (ITA)               | 90e                                    |
| 186                                    | Oscar Mason (ITA)                      | 30e                                    |
| 187                                    | Gianluca Sironi (ITA)                  | 76e                                    |
| 188                                    | Steve Zampieri (SUI)                   | 19e                                    |
| 189                                    | Marco Zanotti (ITA)                    | 113e                                   |

Les classements indiqués prennent en compte le déclassement de l'Italien Leonardo Bertagnolli, 37e du classement général.